# 斯坦利·库布里克
史丹利·库布里克（英語：Stanley Kubrick，1928年7月26日—1999年3月7日），美国电影导演，编剧和制片人。他经常被公认为电影史上最杰出和最有影响力的导演之一。他的电影大部分都改编自小说（除早期纪录短片、《恐惧和欲望》及《杀手之吻》外），其中尤以中短篇小说为主（《巴里·林登》及《闪灵》分别改编自威廉·萨克雷和斯蒂芬·金的长篇小说），涵盖多种流派，并以其真实感、黑色幽默、独特的摄影手法、广泛的场景设计和令人回味的音乐使用而著称。著名作品《奇爱博士》、《2001太空漫游》、《发条橙》、《闪灵》等都是电影史上的经典之作。他是一位全才，除导演外还常常担任电影的制片、剪接、摄影、音效等工作。
库布里克是一位要求极高的完美主义者，他控制电影制作过程中的大部分环节，从导演，编剧到剪辑，并全心全意地研究摄影和演出场景，并与演员和其他合作者密切配合。他经常要求对一部电影中的同一镜头进行几十次的重拍，这导致他与演员发生许多冲突。尽管他在演员中间恶名昭著，但库布里克的许多电影还是在电影拍摄领域开辟了新天地。科学现实主义和创新特效的集大成之作《2001太空漫游》（1968年）在电影史上是史无前例的，这部电影为他赢得了他唯一一个奥斯卡最佳视觉效果奖。史蒂文·斯皮尔伯格将这部电影称为他这一代人的“大爆炸”，被认为是有史以来最伟大的电影之一。在描绘18世纪历史题材的电影《巴里·林登》（1975年）中，库布里克获得了蔡司公司为美国国家航空航天局开发的镜头，用于在自然烛光下拍摄场景。凭借《闪灵》（1980年），他成为首批使用摄影机稳定器(Steadicam)进行稳定和流畅跟踪拍摄的导演之一。尽管库布里克的许多电影都颇具争议，并多在发行之初收到两极评价，但大多数影片最终都获得了奥斯卡，金球奖或英国电影学院奖的提名，并获得了评论界的重新评估。1999年，他在完成了他最后一部电影《大开眼戒》（Eyes Wide Shut）的剪辑工作不久后去世，享年70岁。

## 早年生涯

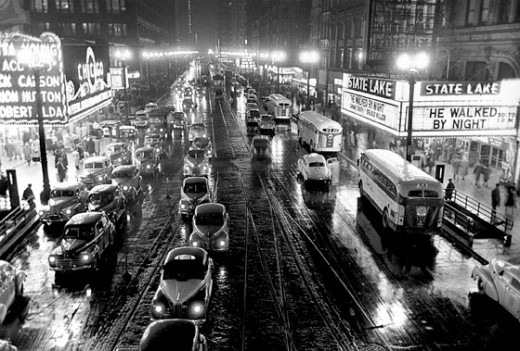
寇比力克為《展望》雜誌拍攝的芝加哥，攝於1949年

库布里克于1928年7月26日生於美國紐約市，當時他的家在布朗克斯區，祖先是來自奧匈帝國的猶太移民，父親是醫生。1941年库布里克12歲，父亲教授他国际象棋，他隨即成了高手，国际象棋是库布里克生活重要的一部份。13岁时，父親送他一架照相機，他從此對攝影產生興趣。1941年至1945年库布里克在紐約市的威廉·霍华德·塔夫脱高级中学（William Howard Taft High School）读书，库布里克在学校的成绩一直很差，当1945年他从高中毕业，学校里充满了从二战退回来的士兵，过低的毕业成绩使他打消了去二级学院深造的念头。
读高中的时候，库布里克曾任一年的校方摄影师，毕业那年，他把自己的摄影作品卖给纽约的《展望》（Look）杂志社，并開始在该杂志社兼职。為了增加收入，库布里克還在曼哈顿很多国际象棋俱乐部和纽约中央公园下象棋。他並在纽约市立学院（CCNY）的夜校進修。1946年，库布里克正式加入《展望》雜誌社擔任新聞攝影記者。
在《展望》杂志社供职期间，库布里克与托巴·梅斯结婚，并且搬往格林威治村居住。这段期间，库布里克开始频繁的留连于現代藝術博物館和全纽约的各大电影院。他深受麥士·奧福斯复杂的、流动的镜头风格的启发，并且影响了他以后影片的风格。

## 投身电影

### 早期作品
1951年，库布里克接受朋友亚历山大·辛格尔（Alexander Singer）的提议，开始制作新闻纪录短片，他独立筹资完成了纪录片《拳赛之日》。尽管那一年发行商業務一般，库布里克还是成功的将这部短片卖给雷电华电影公司，赚了100美元。同年，库布里克辞掉了《展望》杂志工作，开始准备他的第二部记录短片《飞行的牧师》，由雷电华投资。第三部影片，《航海家》，是库布里克第一部彩色影片，这是一部为国际航海家联合会（Seafarers' International Union）拍摄的三十分钟宣传片。他还在一部講述亚伯拉翰·林肯生活的电视系列片中担任副导演。
1953年的影片《恐惧和欲望》是庫柏利克首部完整长度电影。《恐惧和欲望》讲述的是在一个虚构的战斗中，一小队士兵在敌后被困的故事。在影片的结尾，士兵们发现他们所有的敌人，面孔都相同（由同一个演员扮演，在此后的多部影片中，库布里克都让一个演员分饰多角）。库布里克的妻子托巴·梅斯是电影唯一的工作人员，剧本由库布里克和他的好友霍华德·塞克勒（Howard Sackler）共同撰寫，塞克勒后来成为成功编剧。《恐惧和欲望》获得好评，但是没有获得商业上的成功。之后库布里克被視為业余水平导演而被解职，这使他十分沮丧，所以当他成名之後，他不允许电影院公开放映这部影片。《恐惧和欲望》之后非正式的发行了DVD。有人评价这部影片的失败是“值得嘉奖的”。
库布里克和他第一任妻子，同时也是高中时代的恋人托巴·梅斯的婚姻，在拍摄《恐惧和欲望》的过程中宣告结束。1954年，他与第二任妻子，澳大利亚舞蹈演员鲁丝·索博卡（Ruth Sobotka）结婚，她参演了他下一部影片，1955年的《杀手之吻》。和《欲望和恐惧》一样，《杀手之吻》是一部一个小时多一点的短片，在票房和评论上的表现都很有限。《杀手之吻》讲述的是一个次中量级拳击手在职业生涯行将结束的时候卷入一场犯罪案件的故事。《恐惧和欲望》和《杀手之吻》的资金都是由库布里克向其家人筹借。

### （1956年）
阿里克斯·辛格把库布里克介绍给年轻的制片人詹姆斯·哈里斯（James B. Harris），两人遂成为终生朋友。哈里斯和库布里克合伙创办的哈里斯-库布里克公司，该公司为库布里克接下来的三部电影筹资。哈里斯和库布里克购得了莱昂内尔·怀特的小说《一刀两断》（Clean Break）的改编权，改编成电影（The Killing）（港譯《杀手》），库布里克是编剧之一。电影由斯特林·海登主演。《杀戮》是库布里克第一部有专业演员和制作团队完成的影片。影片的非时序的描述手法给人印象深刻，这种手法不同于其他50年代的影片。同样的，尽管在商业上没有取得成功，《杀戮》使库布里克广受赞誉。电影的广受好评使哈里斯-库布里克公司受到米高梅电影公司的注意。米高梅给这对新人提供了大量拥有版权的故事材料，让他们挑选用以下一部电影。他们最终挑选了奥地利作家斯蒂芬·茨威格的小说《燃烧的秘密》（Burning Secret）。库布里克和考尔德·威林翰（Calder Willingham）合作编写了一个剧本，但是和米高梅公司的合作在电影投拍之前就宣告瓦解。

### 光荣之路（1957年）
库布里克尝试改编亨弗莱·考伯（Humphrey Cobb）的小说《光荣之路》，场景设置在第一次世界大战时期，故事讲述了由于前线法国士兵抵触当时流行的自杀性冲锋，被自己的长官以罗马式十一杖方式挑出三名士兵枪决以杀一儆百的故事。哈里斯和库布里克的这部影片没有引起外界多少兴趣，直到著名影星柯克·道格拉斯加入，联美电影公司（United Artists）才同意给影片投资。柯克·道格拉斯在影片中扮演充满人性的军官达克斯上校，他以曾经当过律师的身份试图在军事法庭上阻止三人被处以死刑。《光荣之路》（1957年）成为库布里克第一部在商业上和艺术上双丰收的影片，它的巨大成功奠定了库布里克作为一个有潜力的导演的地位。评论界赞扬影片里战斗场面不加修饰的真实感和库布里克对于镜头的运用技巧。其中有一个道格拉斯独自穿过战壕的场景，运用了完整的，毫无破绽的逆向拉伸的镜头，成为电影课堂上被引用的经典案例。后来著名导演史蒂芬·斯皮尔伯格称《光荣之路》是库布里克电影中他最喜欢的一部。
《光荣之路》拍摄于德国城市慕尼黑，拍摄期间，库布里克遇到了年轻的德国女演员克里斯汀·哈兰，出生於1932年5月10日，她扮演了电影中唯一有台词的一个女性角色。克里斯汀生于1932年，比库布里克小四岁，她生于一个舞台艺术家庭并被培养成一名舞蹈者和演员。两人在当年结婚。这次婚姻是库布里克第三次也是最后一次婚姻，一直持续到他1999年逝世。除了抚养與魯絲·索博卡所生的女儿凯瑟琳娜（Katharina Kubrick），两人还育有两个女儿：安雅（Anya Kubrick）和薇薇安（Vivian Kubrick，1999年加入科學教）。克里斯汀的弟弟詹·哈兰在1975年以后一直担任库布里克电影的执行制片人。

### 斯巴达克斯（1960年）
回到联美电影公司以后，库布里克为马龙·白兰度的影片《独眼杰克》（One-Eyed Jacks）（1961年）工作了六个月。后来库布里克声明他被开除，原因是白兰度想自己导演这部影片。在这之后库布里克被柯克·道格拉斯邀请出任影片《斯巴达克斯》的导演，代替前任安东尼·曼，此人在电影开拍两周后被解职，原因是缺乏领导才能（更有可能的是与道格拉斯意见不和）。
这是一部根据罗马奴隶斯巴达克斯起义的真实故事改编的电影，奠定了库布里克知名导演的地位，但拍攝这部作品并不是一次愉快的经历。作为影星和电影的制片人，道格拉斯和库布里克之间在创作上产生了激烈的矛盾。库布里克苦于自己没有实际创作的控制权，后来更发展到否定了这部影片。这次控制权之争使他与道格拉斯在拍摄《光荣之路》时建立的良好关系以激烈的争吵告终。在以后的几年里，道格拉斯在谈及库布里克时称他为“天才的混蛋”（a talented shit）。《斯巴达克斯》获得了商业上的成功，评论界也报以掌声，但是这场斗争使库布里克想要寻求一种既能获得好莱坞的经济支持又能保持创作上的独立性的體系。这成为库布里克在1962年移居英国的部分原因。

### 一樹梨花壓海棠（1962年）
1962年，庫柏力克去英國拍攝電影《一樹梨花壓海棠》，並在那裡定居下來直到去世。《一樹梨花壓海棠》引起了巨大的爭議並不讓人感到驚奇。它的同名小說，講述的是一個中年男人和一個十二歲的少女之間的不倫之戀。早在庫柏力克選擇它作為電影藍本之前，這部小說就已經臭名昭著。電影主題引起的困難問題最後以嘲弄的方式表現在電影的副標題上：「他們怎麼能把一樹梨花壓海棠搬上熒幕？」。弗拉基米爾·納博可夫，小說的作者寫出了長達三百頁的劇本，但後來被庫柏力克否決。最終的劇本據說是出自庫柏力克自己之手。儘管把女主角Lolita的實際年齡從十二歲改成更能接受的十四歲，電影為了上映，還是在多處進行了修改。結果是電影格調與原著相去甚遠，並認為在多個方面與原著不符，有時只是給觀眾留下較大的想像空間。在片中扮演Lolita的女演員苏·莱恩當時十六歲。庫柏力克後來表示，如果他早知道審查制度會如此嚴格，他恐怕就不會拍攝這部影片了。儘管如此，庫柏力克一直給詹姆斯·梅森極高的評價，他在片中扮演有戀童癖傾向的亨伯特·亨伯特教授。庫柏力克說與詹姆斯的合作是一次愉快的經歷。《一樹梨花壓海棠》也是庫柏力克第一次與英國喜劇明星彼得·塞勒斯的合作，這次合作是他早期職業生涯中最成功的一次。

### 奇爱博士（1964年）
库布里克的下一部电影拍摄于1964年，是邪典电影（cult film）的经典作品《奇爱博士》（Dr. Strangelove or: How I Learned to Stop Worrying and Love the Bomb）。改编自小说《红色警报》，作者是前英国皇家空军中尉彼得·乔治（笔名作彼得·布赖恩特），《奇爱博士》被认为是黑色幽默的经典作品。虽然《红色警报》是严肃的反映冷战的警示性作品，《奇爱博士》却被库布里克逐步的、甚至差不多是偶然的，发展为他自己所谓的“噩梦喜剧”（nightmare comedy）。
库布里克最初的想法是让影片毛骨悚然，但后来很快发现核战争实际上是如此荒谬，结果电影马上转向黑色幽默多于恐怖的叙事风格。库布里克将电影重新定位为荒诞喜剧之后，招募了美国讽刺作家特里·萨登（Terry Southern）为电影注入无政府主义讽刺元素。
彼得·塞勒斯由于在上一部电影《一樹梨花壓海棠》中的精彩表演，被邀请在《奇爱博士》中一人分饰四角。实际上赛勒斯扮演了其中三个，主要原因是他腿部受伤，还有就是难以掌握轰炸机飞行员的德克萨斯口音。库布里克在谈到塞勒斯的表演时说：“神奇”，但同时也很遗憾塞勒斯的精力很难超越两到三个角色，因此，库布里克为塞勒斯架设了两台摄像机，并且允许他临场发挥。《奇爱博士》被认为是彼得·塞勒斯最好的电影之一，也充分验证了他作为喜剧演员的表演天赋。
库布里克让这部电影由反映“冷战”的恐怖题材转变为黑色喜剧承担了一定风险，但是他本人和派拉蒙电影公司都得到了回报。凑巧的是，派拉蒙电影公司在同一年还推出了另一部反映核战争的影片《奇幻核子战》（Fail-safe，1964年，亨利·方达在片中扮演美国总统），库布里克曾经考虑通过法律途径来抵制这部影片发行，但是最后打消了这个念头。
《奇爱博士》描述的是一场发生在美国和俄国之间的意外的核战争。这场战争由疯狂的杰克将军（由斯特林·海登扮演）发动。场景在空军基地和战略研究室（War room）之间切换。彼得·塞勒斯扮演的空军上校曼德拉克前往阻止杰克将军发动战争。同时在战略研究室，美国总统（也由彼得·赛勒斯扮演）和神经质的德国科学家奇爱博士（仍然由彼得·塞勒斯扮演）也试图阻止B-52轰炸机飞行员把核弹投向俄国。肯·亚当为电影设计了所有场景，其中战略研究室的设计被认为是经典。
把看似神圣的政治较量藐视为仅有儿童智力水平的争斗，电影《奇爱博士》预示了六十年代末文化传统的变革，并体现了新生的反主流文化的巨大成功。影片获得四项奥斯卡奖提名，包括最佳影片和最佳导演，并获得纽约影评人协会的最佳导演奖。《奇爱博士》的成功让电影公司相信库布里克能够制作出流行的影片，虽然他常常产生不寻常的想法。

### 2001太空漫游 (1968年)
库布里克花了五年时间准备他的下一部影片，拍摄于1968年的《2001太空漫游》（用宽银幕70毫米胶片拍摄）。库布里克与科幻小说作家亞瑟·查理斯·克拉克爵士共同完成了剧本创作。剧本根据克拉克的科幻小说《前哨》改编。剧本和小说同步创作并且联合推出，尽管小说推出以后只署名克拉克，而且电影情节也多处严重偏离小说故事。库布里克和克拉克后来皆给予对方高度评价。
电影的特效由库布里克指导，由特效先驱道格拉斯·川博（《银翼杀手》）完成。由于他们划时代的创新和灵感，许多特技效果影响了后来的电影。《2001太空漫游》的特效被认为是同类型影片中为数不多的，至今看来还足以以假乱真的杰作。为了使电影中无论是特定的物件或者是日常用品都看起来像2001年的风格，他们咨询了许多制造公司。电影推出以后，小说作者克拉克在米高梅电影公司主办的一次记者招待会中评价说，电影中描绘的景象，会使整整一代工程师依照电影中的形象来设计真正的太空梭，“甚至就算那不是最好的设计。”尽管电影获得了包括导演、编剧和制片等多项提名，奥斯卡最后还是把最佳视觉效果奖颁发给了库布里克，这也是他获得的唯一一次奥斯卡奖。
影片还以运用的古典音乐作品闻名，如理查德·施特劳斯的作品“查拉图斯特拉如是说”和小约翰·施特劳斯的“蓝色的多瑙河”。更加著名的是库布里克运用了－虽然未经授权－同时代的匈牙利先锋派作曲家利盖蒂·捷尔吉的作品（他的其他作品还在包括《闪灵》、《大开眼界》、《盗火线》、《查理的巧克力工厂》等的一些電影中出現）。导演对利盖蒂作品的运用，第一次向世人介绍了利盖蒂，并帮助他奠定了作为20世纪后期欧洲最重要的作曲家的地位。库布里克在电影中对配乐的运用对于那个时代是不寻常的，在电影中音乐成了电影精髓的组成部分，而不仅仅起到陪衬和诠释的作用。
《2001太空漫游》标志着库布里克告别了他以往的电影风格和好莱坞主流电影的路线。电影的前一小时和最后半小时没有对白，对白对于当时的画面和音乐来说都会是多余的。故事情节在大部分时间里都是晦涩难懂的，而他暧昧朦胧的结尾仍然让今天的观众为之困扰和着迷。库布里克空前的、并且之后也再没有如此费力的、完全的为电影打上试验性的标签。虽然电影具有如此非主流的风格，但还是在票房上取得巨大成功并且形成流行的风潮。这股风潮之前的时期是大众对主流文化的普遍漠视，之后是反主流的口语文化的潮流兴起。这部电影没有足够的时间在剧院里享受观众的品评，在电影上映的头两周票房很冷清，电影几乎要被拉下马。杰克·尼科尔森后来证实，库布里克曾经数过，电影首映当天有两百一十七人旷工，其中包括电影厂的高层们。库布里克通过在一部很难广泛发行的影片上取得成功，从好莱坞赢得了完全的创作主动权。
一开始评论界对这部电影的评价是压倒性的批评，他们攻击电影缺少对白，情节肤浅单一。影片获得成功以后，许多影评者修正了他们的评价。观众们喜欢这部电影，特别是六十年代拥抱反主流文化的人们，他们喜欢电影中时空穿梭的迷幻色彩。来自刚刚萌芽的毒品文化的朝拜和追捧，让电影发行商们在电影海报上加上了“终极旅行”的字样。
对《2001太空漫游》的解读由于电影的广泛传播而流行起来，尽管电影拍摄于1968年，今天仍能看到由它引发的争论。当评论家约瑟夫·戈尔米斯问库布里克这部电影的意义的时候，库布里克回答说：
这是我不愿讨论的话题，因为这是很主观的，而且会在观众中传播开来。从这种意义上说，这部电影可以是观众自己所认为的任何东西。如果它搅动了观众的情绪，渗透了他们的意识；如果它刺激了，哪怕是刚刚开始刺激观众宗教般的、虔诚的向往，并且推动这种情绪，那么它就成功了。
《2001太空漫游》可能是库布里克最著名的、最有影响力的电影。史蒂芬·斯皮尔伯格称它为他们那一代的“惊雷”，吸引了他们对于迈向太空的注意。那些由库布里克首创的特技效果，被雷利·史考特和乔治·卢卡斯分别运用于电影《异形》和《星球大战》。《2001太空漫游》是逼真表现太空旅行的少数几部电影之一，举几个例子，如在任何太空场景中都完全没有声音掺杂；失重状态被几乎严格的呈现；宇航员穿着宇航服的顺序，以及在穿着过程中只能听到宇航员的呼吸声。唯一的严格意义上的瑕疵是一系列月球行走的镜头，在那些镜头中月球引力被处理成和地球上无二致，而且之前并没有提及使用了人造重力装置。
使这部电影今天仍然富有生机的是它的神秘感。它的主要的几个主题包括：生命的原始意义，超级智能电脑，地球以外的生活，寻找上帝和宇宙中的某处，重生和进化。所有这些主题都经过艺术的处理而显得朦胧如它初始的状态。这些让这部电影一直引来争论和思考，甚至在21世纪。所有解读这部电影的书籍，包括原著作者克拉克的书都没有记述库布里克在制作这部电影时确切想表达的内容，只指出电影百分之九十都是库布里克的幻想。

### 发条橙（1971年）
为了取代被搁浅的电影《拿破仑》，库布里克希望找到投资少的短平快项目，这就是1971年的影片《发条橙》。这部影片是对人类社会暴力倾向的黑暗探究，成为美国为数不多的被评为“X级”的非色情影片，虽然后来改为“R级”。改编自安东尼·伯吉斯的同名小说，《发条橙》讲述的是一个年轻小混混阿里克斯（由馬康·麥杜維扮演）的故事，他沉醉于杀戮、偷窃、强奸，完全没有罪恶感和悔过，后来被收监。他在监狱里被用来作为新的治疗方法的试验品，最后，他失去了作恶的意识和能力，被之前的流氓同伙们狠狠教训了一顿之后，他陷入了完全无助的境地。电影留给观众一个问题：剥夺一个人选择作恶的权利，和不顾自由意志强迫他人为善，哪样更好？
库布里克很快的完成了《发条橙》的拍摄，几乎完全利用伦敦现成的景观。虽然比起《2001太空漫游》，影片技术含量很低，库布里克还是在有限的环境里做出相当的创新。有一次，为了制造出眩晕的效果，他把一部摄像机从屋顶扔下。音乐方面，库布里克邀请了电子音乐的先锋溫蒂·卡洛斯，她是《时髦的巴赫》（Switched-On Bach）的创作者。库布里克让她改编一些古典音乐，比如将贝多芬的第九交响曲改编成由穆格电子琴演奏。卡洛斯创造了一种熟悉而又怪诞的旋律，加强了这部电影在充满反乌托邦的幻想色彩的同时，又结合现实主义的风格。
由于对青少年暴力犯罪直白的描述，《发条橙》引起了剧烈的争议。它与同年推出的另外两部影片，山姆·畢京柏执导的《稻草狗》、唐·西格尔执导的《肮脏的哈里》一起，通过银幕暴力描写，在社会上掀起了一股疯狂、残忍的狂潮。在英国，出现了与电影里穿着相同风格衣服，说着电影里角色台词的犯罪分子，全社会对这部电影的抨击更加激烈了。库布里克对于评论家说他赞美暴力感到不知所措，但当他和他的家庭收到反对者发出的死亡恐吓信时，他采取了非常手段：将影片从英国院线撤下。这部电影后来再也没有出现在英联邦国家，直到2000年，也就是库布里克去世的第二年。电影在英国引起的禁令，显示了库布里克空前的影响力，在余下职业生涯里，他完全控制着他电影的各个方面，包括营销和广告，这是华纳兄弟公司对他的影片的信任。
安东尼·伯吉斯对这部影片的感情很复杂，尽管库布里克的电影结局和原著小说大相径庭，安东尼却向他的美国发行商抱怨，而非库布里克。因为库布里克的剧本是基于这部小说的美国版，而美国版将小说的最后一章删去了。原著的结局是：阿里克斯选择放弃他的暴力方式，开始过一种平静忙碌的新生活。库布里克没有读过这最后一章，直到电影开拍，读过之后也认为这样的结局和设计的电影基调不符，从而弃之不用。伯吉斯最后把他的小说《拿破仑交响曲》（Napoleon Symphony）给库布里克，这部小说的创作参考了库布里克的意见。实际上，根据网上“库布里克常见问题解答”，拿破仑交响曲被库布里克作为他曾经想拍摄的电影《拿破仑》的开端。根据安东尼·伯吉斯1986年的自传《You've had your time》记述，《发条橙》只是被当作一个不重要的小作品看待，伯吉斯希望自己因为更宏大的作品扬名。但由于电影的影响力，《发条橙》最后成为他一生最重要的作品，这也是他对这部电影爱恨交加的原因之一。

### 亂世兒女（1975年）
库布里克的下一部影片改编自威廉·萨克雷的小说《巴里·林登的运气》，也称作《巴里·林登》。本书描写的是18世纪的一个野心勃勃的年轻人通过自己巧妙手段，逐步爬到上流社会的故事。这恐怕是库布里克赞誉最少的影片了——一部“奇爱”影片。虽然有瑞恩·奧尼爾、玛丽萨·贝伦森（Marisa Berenson）和爱尔兰女演员玛丽·吉恩（Marie Kean）的倾情演出，再加上库布里克富有创新的摄影技术和对时代细节的关注。虽然在美国，影片票房惨败，但在欧洲却赢得了广大的观众，特别是在法国。
《巴里·林登》拍摄于1975年，被一些评论家，特别是库布里克最大的论敌波林·基尔（Pauline Kael）认为是一部冷漠、慢节奏、死气沉沉的影片。影片长达三个小时，缓慢的节奏吓跑了众多的评论家和美国观众。尽管如此，影片在美国还是获得了一些人的好评。《时代周刊》的封面故事披露了影片获得奥斯卡提名的消息。像大多数库布里克影片一样，对《巴里·林登》的赞誉也是与日俱增，特别是在一些电影导演中间。马丁·斯科西斯说这部影片是库布里克影片中他最喜欢的一部。史蒂芬·斯皮尔伯格赞扬这部影片“完美无缺”，尽管年轻的时候他喜欢说这部影片“像中午饿着肚子在林荫道上散步”。
就像他的其他影片，库布里克在《巴里·林登》中运用了创新的摄影技术和灯光效果。最著名的，是在很多室内场景中，库布里克运用了高速静止镜头拍摄，这种技术是美国国家航空航天局（NASA）为太空计划而发明的。由此使很多场景笼罩在烛光效果中，好像18世纪的油画一样。库布里克制定了很多历史剧需要执行的音乐、舞台布景、服装道具和表演方面的标准。这部影片获得了四项奥斯卡金像奖，多于其他任何库布里克作品。但尽管如此，《巴里·林登》在票房上的表现却没有之前的作品好，据传闻，库布里克对于大众对这部影片的不接受感到气馁。作为他其后影片的开山之作，在这部影片中，库布里克第一次在他所有影片共同的讽刺意味背后加上弗洛伊德思想的调子。

### 闪灵（1980年）
《巴里·林登》之后库布里克放慢了脚步，直到1980年拍摄影片《闪灵》，这部电影改编自史蒂芬·金的同名恐怖小说。影片由杰克·尼科尔森和谢莉·杜瓦尔主演。讲述了一个潦倒的作家获得了一份工作，就是在淡季去“瞭望酒店”（Overlook Hotel）当看管员，这是一个科罗拉多深山中的高级酒店，接受这份工作，他和他的妻子还有孩子必须独自在酒店度过整个冬天。他的小儿子丹尼，天生具有一种心理感应的特异功能-“闪灵”，可以瞥见过去和未来。酒店里开始不断有恐怖、飘忽的画面出现在小丹尼的眼前。最常见的是两个小女孩，她们几年前在这家酒店里被她们的爸爸-从前的淡季看管员-杀害。杰克慢慢的也出现了精神异常，也许是被瞭望酒店里的鬼魅缠身，他最终崩溃并且疯掉了，拿着斧头追杀他的妻子和儿子。
影片的大部分镜头都是在伦敦附近的Elstree和Pinewood摄影棚完成，那里为了拍摄需要建起了一整座大迷宫。瞭望酒店的外部画面在俄勒冈州滑雪胜地，Mount Hood的Timeberline饭店拍摄。库布里克在影片中广泛的运用了新发明的Steadicam（一种平滑轨道拍摄技术，运用于拍摄运动中的物体），有了这种技术，导演可以让摄影机在密闭的空间里平滑自由的运动，制造出在幽闭的酒店里压抑、恐怖的气氛。《闪灵》比其他任何电影更能表现库布里克那种狂妄的完美主义者气质。据传闻，库布里克曾在女演员谢莉·杜瓦尔的某个镜头上拍摄了数百次，谢莉很不习惯库布里克这种制作电影的方式。库布里克的女儿薇薇安，在电影拍摄期间拍摄了一个小型纪录片，和电影的DVD一同发售，是库布里克以后的电影生涯中为数不多的纪录片资料。
电影招来很多负面评价，但票房成绩却让人满意，为华纳兄弟电影公司赚了很多钱。也像其他库布里克电影一样，随后的评价就越来越好。史蒂芬·金不满意这部影片，他说库布里克“想法太多，感觉太少”。金1997年和米克·加利斯（Mick Garris）合作把小说改编成了电视剧，但从那以后，金在谈起库布里克和他的电影时敌意就少多了。据说史蒂芬·金不喜欢这部影片的其中一个原因是：在电影拍摄期间金总是频繁的遭到库布里克的电话骚扰。据说有一次库布里克在凌晨三点打电话给金问他：“你相信上帝吗？”
《闪灵》是库布里克类型电影中一个有趣的例子。史蒂芬·金曾公开指责库布里克不懂恐怖片。电影《闪灵》的确体现了某种冲突：传统的恐怖片风格和库布里克自己的思想以及叙事方法之间的冲突-这部电影完全是库布里克式的类型电影，和那些科幻、战争、爱情、历史题材影片一样，导演对待恐怖电影的态度，也是仅从原著小说中拿走他需要的类型元素部分，然后用自己的手法将这些元素构造成电影。
在恐怖电影迷的心里，《闪灵》和《驱魔人》一样，是邪典电影的经典，是最好的恐怖片，有些画面，比如从古董电梯里喷涌而出的鲜血，成了库布里克电影里最典型的镜头之一。虽然遭遇《巴里·林登》在美国票房的失败，华纳兄弟公司还是重新估量了库布里克拍摄有艺术感又能获得商业成功的电影的能力。在流行文化的背景下，出现了很多对《闪灵》的滑稽模仿，比如《辛普森一家》、《疯狂杂志》（杂志）、《鬼娃新娘》。

### 全金属外壳（1987年）
《全金属外壳》，改编自古斯塔夫·哈斯福德（Gustav Hasford）的越战题材小说《短工者》，由Matthew Modine，Adam Baldwin，罗纳德·李·艾尔米和 Vincent D'Onofrio主演。电影在海军陆战队的训练營中开始，在那里，士官長哈德曼（Hartman）通过严酷的训练和惩罚措施释放新兵们的杀戮本能。新兵派尔由于体重超标和未能在训练中達標而遭哈德曼士官到残酷的体罚和无情的侮辱，由于过度的疲劳，精神紧张以及同袍的排擠，他渐渐的崩溃了。结果，派尔开枪打死了哈德曼，然后饮弹自杀，重复着他们海军陆战队的训练口令：“这是我的来福枪，虽然有很多支和它一样，但是这支是属于我的。”这是训练营场景的最后一个镜头。
影片的第二部分主角是派尔的训练营中的同袍，士兵 Joker（小丑）。自从他升为军士（沙展）以后，他希望能四肢健全的从越南回来。作为美国军事报纸《星条旗》的战地通讯员，他以中立的立场，充满智慧和挖苦的笔调，揭露出这场战争荒谬的本质。但同时作为美国海军陆战队的一员，他又不得不保持基本的立场和道德底线。影片的结尾部分是一个美军排在向顺化市进发的途中，遭遇了越方顽强抵抗，美军大批牺牲。最后，一场激烈的阵地战在小丑所在的排和越军狙击手之间展开，攻入地方据点之后，他们惊奇的发现对方竟然只是一个小姑娘，小丑杀掉了她以免她被嚴重槍傷折磨，这是他第一次杀人。
在英国本土拍摄越战影片，对于库布里克和他的团队都是一次挑战。影片的大部分镜头都在伦敦湾区拍摄，饱受战火摧残的城市景象由产品设计师安东·福斯特完成。这让这部影片和其他同时期的越战影片比如“前進高棉”、“汉堡高地”风格迥异。影片的后半部分在城市展开，而不是东南亚的热带丛林，注入与此类电影丛林战不同的城市巷战元素，也给影片带来了某种超现实主义风格。这是对普通观众对越战影片概念的否定。库布里克表示，他被哈斯福德的小说吸引的原因是：“既不反战，也不主战”，“没有道德上或者政治上的观点”而只是“聚焦事物发展的原貌”。
《全金属外壳》得到的反响不一，虽然被奥利佛·斯通的经典影片《前進高棉》夺去了光环，影片还是赢得了应有的观众。库布里克没有拍摄《Aryan Papers》的原因之一也是怕被史蒂芬·斯皮尔伯格的《辛德勒的名单》抢了风头。

### 大开眼戒（1999年）
《全金属外壳》之后的十年，库布里克完全从好莱坞销声匿迹，以至于人们纷纷猜测他是否已经退休。与此同时，关于库布里克下一部影片的传闻也越来越多，包括《Aryan Papers》和《人工智能》。库布里克的最后一部作品实际上是《大开眼戒》（或者翻作“紧闭双眼”），由当时的汤姆·克鲁斯和妮可·基曼夫妇主演，他们在片中扮演夫妻，是居住在曼哈顿中产阶级家庭，由于婚外情而导致了一场家庭风暴。改编自亞瑟·史尼茲勒的小说「綺夢春色」(Traumnovelle，美国版本譯名為Dream Story)，讲述了医生威廉在听自己的妻子爱丽丝坦白说自己曾经幻想和另一个男人有过一夜情之后，他对婚姻的执著信念被彻底粉碎，无意中卷入了一场富豪與政客在豪宅舉辦的地下淫乱聚会。雖然參加者都帶著面具，他仍被这个神秘而邪恶的聚会当作入侵者，並在他想追查這大型性愛派對中是否出現殺人案時被恐嚇，本来参加这样的宗教仪式是为了寻求对家庭和婚姻的报复，威廉医生突然意识到他的行为让他的家庭陷入危险。
1999年，在为家人，主演汤姆·克鲁斯夫妇和华纳兄弟公司的高层放映了《大开眼戒》的最终版本后，库布里克在睡梦中由于突发心脏病而与世长辞，享年70岁。他被葬在英国赫特弗德郡的Childwickbury庄园他最喜欢的一棵树旁边。
影片拍摄历时两年，经历了两套演员班子，哈维·凯托和珍妮佛·傑森·李在拍摄中被克鲁斯夫妇替换。尽管故事发生在美国纽约，影片的所有场景却是在伦敦拍摄。由于库布里克对这部电影的情况高度保密，以至于谣言四起，不过大部分的猜测都严重失实。特别是电影的性爱内容引起了人们的极大兴趣，有些记者猜测这将会是“前所未有的性爱影片”。
影片放映引起的票房爆炸在上映一周后逐渐冷却，与性爱惊悚的猜测大相径庭，《大开眼戒》节奏缓慢，神秘而朦胧。对性爱的描绘也是迷幻而不真实。评论界对这部电影的反应也是负面居多。他们攻击它的慢节奏。库布里克的拥护者推测评论界和票房的反应是受之前胡乱猜测和谣言误导的结果，影片不受欢迎是因为它与人们的期望相去甚远。和其他库布里克电影一样，《大开眼戒》的名声也随着时间推移越变越好，根据库布里克的家人和朋友讲述，《大开眼戒》是库布里克个人最喜欢的影片。
和之前的《一樹梨花壓海棠》一样，《大开眼戒》在放映前也受到审查机构的责难。在美国和加拿大，有些性爱镜头里的人物被馬賽克处理遮盖，以保证电影能被美国电影协会评为R级，获得上映。而在欧洲和世界其他地区，电影保持了未删减的原貌。

## 未完成
作为一个苛刻的完美主义者，库布里克在酝酿某个计划之前都会花几年的时间做详细的研究，在他的导演生涯当中，有许多没有实现的拍摄计划，除了其中一个在后来被拍成电影，其他的都胎死腹中，这些没有完成的影片也成了库布里克迷们的兴趣所在。

### 拿破仑
《2001太空漫遊》後，库布里克计划拍攝关于拿破仑的大型传记影片。他为此作了大量的研究工作，阅读了上百种关于这位法国将军的书籍，写出了初步的剧本。库布里克亲自考察了历史遗址，并且计划在这些拿破仑生命中的重要地点实地拍摄影片。根据由库布里克的经纪人保存的笔记中可以知道，库布里克曾表示他并不确定这部电影要如何拍摄，但他希望拍出一部“前所未有的佳作”（“the best movie ever made”）。这个计划最终被放弃，部分原因是实地拍摄一部这样野心勃勃的影片成本太高；当时谢尔盖·邦达尔丘克刚刚推出了他的史诗片，改编自托尔斯泰同名小说的《战争与和平》（1968年）；还有1970年的拿破仑题材的影片《滑铁卢》票房惨败，都影响了库布里克计划的实施。《拿破仑》的剧本后来在互聯網上传播开来。大量的历史研究后来影响到了库布里克的影片《巴里·林登》，这部电影的场景设置在十八世纪晚期，刚好在拿破仑战争之前不久。
这部电影本来的主角是安排给杰克·尼科尔森，库布里克在看了他在《逍遥骑士》中的精彩表演后做出了这一决定。杰克·尼科尔森和库布里克的合作最终在影片闪灵中实现。在酝酿了数年之后，这一计划被其他更加切实可行的计划取代。直到1987年，库布里克仍然表示，他已经阅读了超过500种这一历史人物的书籍，他没有放弃拍摄拿破仑题材的影片。他确信至今还没有一部拿破仑影片成为名副其实的经典。
20世纪90年代早期，库布里克计划拍摄根据路易·貝格利的小说《战时谎言》（Wartime Lies）改编的电影。故事讲述了二战期间为了躲避纳粹屠杀，一对母子的逃匿生活。剧本的第一稿取名叫《雅利安报告》（Aryan Papers），由库布里克完成，他最后决定放弃这一题材，是由于史蒂芬·斯皮尔伯格1993年推出了他的著名电影《辛德勒的名单》，另外，根据库布里克的妻子透露，另外的原因是这个题材十分压抑难以拍成电影。实际上库布里克认为二战大屠杀这个题材并非银幕能准确表达。

### 其他計劃
寇比力克曾經想拍攝改編翁貝托·埃可的1988年小說《傅科擺》的電影，但埃可對自己早期小說《玫瑰的名字》的改編電影感到不滿而拒絕了。此外，埃可試圖當編劇，但寇比力克不願意合作。在寇比力克去世後，埃可表示他對自己最初的決定表示後悔。

### 人工智能
库布里克这部关于人工智能的电影後来由导演史蒂芬·斯皮尔伯格完成。整个80年代到90年代早期，库布里克为了“人工智慧”的题材与很多作家合作，他最终选择了Aldiss的短篇小说《一整个夏天的超级玩具》（Super-Toys Last All Summer Long）。讲述了一个被设计成儿童的机器人，被卖给一个家庭，当作他们处于深度昏迷中的儿子的替代品。最后，当他们真正的儿子醒来，机器人小孩被他的所有者无情的抛弃在森林裡，而没有把他送回工厂销毁。余下的情节就是讲述这个机器人小孩试图理解他与人类的差别，寻找他在这个濒临毁灭的世界裡残存的价值。
据报道，库布里克为这部影片和斯皮尔伯格进行了长时间的电话讨论。2001年當時库布里克已去世，斯皮尔伯格从库布里克遗孀手中取得了大量库布里克的笔记，根据这些，他编写了新的剧本，并且与库布里克留下的制作班底合作，拍摄了影片《人工智能》，由哈利·喬·奧斯蒙主演。
影片把名誉制片的头衔给了已去世的库布里克，并且结尾有“献给斯坦利”的字样。影片包含了很多库布里克式的主题，如一个无所不知的旁白，极端的三段式结构，人性和非人性，带有讽刺意味的弗洛伊德精神分析视角。
《人工智能》没有获得票房成功和评论界的赞誉。两个在很多方面有巨大差异的导演风格的结合，在评论者眼中是混乱的失败，它既不能吸引库布里克的影迷，也不能吸引斯皮尔伯格的影迷。但是，这部电影後来受到许多科幻故事迷的追捧，并被某些人认为是斯皮尔伯格最好的电影。

## 后世影响
库布里克被划入新好莱坞电影运动的一员，经常被誉为电影史上最伟大及最具影响力的导演之一，电影史学者米歇尔·西芒（Michel Ciment）称赞库布里克是“20世纪对世界电影有显赫贡献的人物之一”。学者罗伯特·柯克（Robert Kolker）盛赞库布里克的作品是全美国“最为严谨”的。有多位著名导演提到库布里克的作品对其创作有所启发，包括马丁·斯科塞斯、史蒂文·斯皮尔伯格、韦斯·安德森、乔治·卢卡斯、詹姆斯·卡梅隆、特里·吉列姆、科恩兄弟、雷德利·斯科特、乔治·A·罗梅罗。斯皮尔伯格在《大开眼戒》的DVD上评论道“库布里克讲故事的方式和我们的习惯完全相反，没人能拍出更好的影片”。而身为库布里克的前辈、偶像及启发者之一的奥森·威尔斯则评价道：“在那些我称之为年轻一代的人里，库布里克对我来说是个巨人。”
后世不断有导演介绍自己的创作受到库布里克的启发，如克里斯托弗·诺兰、托德·菲尔德、大卫·芬奇、吉列尔莫·德尔·托罗、大卫·林奇、拉斯·冯·提尔、蒂姆·伯顿、迈克尔·曼、加斯帕·诺。许多电影制作人模仿库布里克独特且开创性的镜头运动、构图，以及对音乐的运用，例如弗兰克·达拉邦特。
电影界以外的艺术从业者亦曾表达过对库布里克的钦佩，如英国音乐人PJ Harvey称“在他的电影中，很多东西没有说出来......很多空间，有很多事情是沉默的——不知何故，在这种空间和沉默中，一切都变得清晰起来。他的每部电影似乎都能捕捉到生命的本质，尤其是《光荣之路》《2001：太空漫游》《巴里·林登》，这些都是我的最爱。”美国歌手肯伊·威斯特2010年歌曲“Runaway”的MV模仿了《大开眼戒》的风格。Lady Gaga的演唱会引用了许多来自《发条橙》的对话、服装和音乐。

## 主要作品列表
其导演的主要电影包括：
| 年份   | 電影               | 電影                  | 備註 |
| 年份   | 譯名               | 原名                  | 備註 |
| ------ | ------------------ | --------------------- | --- |
| 1951年 | 《飛行的牧师》     | Flying Padre          | |
| 1951年 | 《拳賽之日》       | Day of the Fight      | |
| 1953年 | 《恐懼和欲望》     | Fear and Desire       | |
| 1953年 | 《航海家》         | The Seafarers         | |
| 1955年 | 《殺手之吻》       | Killer's Kiss         | |
| 1956年 | 《殺手》           | The Killing           | 提名 - 英國電影學院獎最佳電影 |
| 1957年 | 《》               | Paths of Glory        | 提名 - 英國電影學院獎最佳電影 |
| 1960年 | 《萬夫莫敵》       | Spartacus             | 金球獎最佳戲劇類影片 提名 - 金球獎最佳導演 |
| 1962年 | 《一樹梨花壓海棠》 | Lolita                | 提名 - 金球獎最佳導演 提名 - 威尼斯影展金獅獎 |
| 1964年 | 《奇爱博士》       | Dr. Strangelove       | 英国电影学院奖最佳英国电影奖 英國電影學院獎最佳電影 提名 - 奧斯卡最佳影片獎 提名 - 奧斯卡最佳導演獎 提名 - 奧斯卡最佳改編劇本獎 提名 - 英國電影學院獎最佳英國劇本                                                       |
| 1968年 | 《2001太空漫游》   | 2001: A Space Odyssey | 奧斯卡最佳視覺效果獎 提名 - 奧斯卡最佳導演獎 提名 - 奧斯卡最佳原創劇本獎 提名 - 英國電影學院獎最佳影片 |
| 1971年 | 《發條橘子》       | A Clockwork Orange    | 提名 - 奧斯卡最佳影片獎 提名 - 奧斯卡最佳導演獎 提名 - 奧斯卡最佳改編劇本獎 提名 - 金球獎最佳導演 提名 - 金球獎最佳戲劇類影片 提名 - 英國電影學院獎最佳導演 提名 - 英國電影學院獎最佳影片 提名 - 英國電影學院獎最佳劇本 |
| 1975年 | 《亂世兒女》       | Barry Lyndon          | 英國電影學院獎最佳導演 提名 - 奧斯卡最佳影片獎 提名 - 奧斯卡最佳導演獎 提名 - 奧斯卡最佳改編劇本獎 提名 - 金球獎最佳導演 提名 - 金球獎最佳戲劇類影片 提名 - 英國電影學院獎最佳影片                                      |
| 1980年 | 《閃靈》           | Shining               | 提名 - 金酸莓獎最差導演 |
| 1987年 | 《金甲部隊》       | Full Metal Jacket     | 提名 - 奧斯卡最佳改編劇本獎 |
| 1999年 | 《大開眼戒》       | Eyes Wide Shut        | |

### 書目
- Abrams, Jerold. . University Press of Kentucky. 2007-05-04. ISBN 978-0-8131-7256-9.
- Baxter, John. . HarperCollins. 1997. ISBN 978-0-00-638445-8.
- Bingham, Dennis. . Rutgers University Press. 2010. ISBN 978-0-8135-4930-9.
- Carr, Jay. . Da Capo Press. 2002: 1. ISBN 0-306-81096-4.
- Ciment, Michel. . Faber and Faber, Inc. 1980.
- Cocks, Geoffrey. . Peter Lang. 2004. ISBN 978-0-8204-7115-0.
- Debolt, Abbe A.; Baugess, James S. . ABC-CLIO. 2011. ISBN 978-1-4408-0102-0.
- Duchesneau, Louise; Marx, Wolfgang. . Boydell & Brewer Ltd. 2011. ISBN 978-1-84383-550-9.
- Duncan, Paul. . Taschen GmbH. 2003. ISBN 978-3-8365-2775-0.
- Duncan, Paul. . Taschen. 2003a. ISBN 978-3-8228-1592-2.
- Estrin, Mark W. . Univ. Press of Mississippi. 2002. ISBN 978-1-57806-209-6.
- Gilmour, David. . Dundurn. 2008-02-02. ISBN 978-0-88762-349-3.
- Herr, Michael. . Pan Macmillan. 2001. ISBN 978-0-330-48113-7.
- Howard, James. . Batsford. 1999. ISBN 978-0-7134-8487-8.
- Kagan, Norman. . Bloomsbury Academic. 2000. ISBN 978-0-8264-1243-0.
- Kercher, Stephen E. . University of Chicago Press. 2010. ISBN 978-0-226-43165-9.
- King, Geoff; Molloy, Claire; Tzioumakis, Yannis. . Routledge. 2013. ISBN 978-0-415-68428-6.
- Kolker, Robert. . Oxford University Press, USA. 2011-07-07. ISBN 978-0-19-973888-5.
- Kubrick, Christiane. . Little, Brown. 2002. ISBN 978-0-8212-2815-9.
- LoBrutto, Vincent. . Da Capo Press. 1999. ISBN 978-0-306-80906-4.
- McBride, Joseph.  Third. Faber & Faber. 2012  [2024-06-15]. ISBN 978-0-571-28055-1. （原始内容存档于2023-07-25）.
- Naremore, James. . Bloomsbury Academic. 2007. ISBN 978-1-84457-142-0.
- Zimmerman, Paul D. . Newsweek. 1972-01-03: 29–33.
- Raphael, Frederic. . Orion. 1999. ISBN 978-0-7528-1868-9.
- Rhodes, Gary Don. . McFarland & Company. 2008. ISBN 978-0-7864-3297-4.
- Robb, Brian J.; Simpson, Paul. . Race Point Publishing. 2013. ISBN 978-1-937994-27-3.
- Rosenfeld, Albert. . Time Inc. 1968: 34. ISSN 0024-3019.
- Schneider, Steven Jay. . Octopus Publishing Group. 2012-10-01. ISBN 978-1-84403-733-9.
- Smith, Warren. . ChelCbooks. 2010. ISBN 978-1-56980-214-4.
- Thuss, Holger. . H. Thuss. 2002. ISBN 978-3-8311-4129-6.
- Wakeman, John. . H. W. Wilson Co. 1987. ISBN 978-0-8242-0757-1.
- Walker, Alexander. . Harcourt Brace Jovanovich. 1972. ISBN 978-0-15-684892-3.
- Walker, Alexander. . Macmillan. 1981. ISBN 978-0-02-622960-9.
- Webster, Patrick. . McFarland. 2010. ISBN 978-0-7864-6191-2.